# 27 juillet 1979
Le vendredi 27 juillet 1979 est le 208e jour de l'année 1979.

## Naissances
- Baya Rahouli, athlète algérienne
- Brad Kahlefeldt, triathlète australien
- Conrad Barnard, joueur de rugby
- Christian Lavernier, chanteur et compositeur italien
- Craig Newby, joueur de rugby
- Eldo, musicien polonais
- Gürkan Küçükşentürk, acteur néerlandais
- Jorge Arce, boxeur mexicain
- Julien Poueys, footballeur français
- Maria Raimundo, handballeuse angolaise
- Marielle Franco (morte le 14 mars 2018), femme politique et militante des droits humains brésilienne
- Peter Sack, athlète allemand
- Sergiy Dotsenko, boxeur ukrainien
- Shannon Moore, catcheur américain
- Sidney Govou, footballeur français
- The Bullitts, Musicien, réalisateur, producteur et scénariste britannique
- Warrior King, musicien jamaïcain

## Décès
- Ettore Manni (né le 6 mai 1927), acteur italien
- Henri Saint Cyr (né le 15 mars 1902), cavalier suédois de dressage et de concours complet
- Jean Van de Cauter (né le 1er août 1906), compositeur, organiste et organier belge
- Mozume Kazuko (née en octobre 1888), romancière japonaise
- Shirley Mason (née le 6 juin 1900), actrice américaine

## Événements
- Sortie de l'album Highway to Hell du groupe de hard rock australien, AC/DC
- Finale de la Copa Libertadores 1979
- Finale du championnat d'Europe féminin de football 1979